# 比尔考
比尔考是德国下萨克森州的一个市镇。总面积23.22平方公里，总人口856人，其中男性437人，女性419人（2011年12月31日），人口密度37人/平方公里。